# Весулка (Мазовецьке воєводство)
Весулка (пол. Wesółka) — село в Польщі, у гміні Збучин Седлецького повіту Мазовецького воєводства.
Населення — 162 особи (2011).
У 1975-1998 роках село належало до Седлецького воєводства.

## Демографія
Демографічна структура станом на 31 березня 2011 року:
|          | Загалом | Допрацездатний вік | Працездатний вік | Постпрацездатний вік |
| -------- | ------- | ------------------ | ---------------- | -------------------- |
| Чоловіки | 82      | 24                 | 47               | 11                   |
| Жінки    | 80      | 21                 | 37               | 22                   |
| Разом    | 162     | 45                 | 84               | 33                   |